# Letis xylia
Letis xylia är en fjärilsart som beskrevs av Druce. Letis xylia ingår i släktet Letis och familjen nattflyn. Inga underarter finns listade i Catalogue of Life.